# Finnische Leichtathletik-Meisterschaften 1911
Die Finnischen Leichtathletik-Meisterschaften 1911, auch Kaleva-Wettkampf 1911 genannt (finnisch Kalevan-ottelu 1911), fanden am 15. und 16. Juli 1911 in Tampere statt.
Die Meisterschaften der Sprungwettbewerbe aus dem Stand fanden am 19. März 1911 in Helsinki statt. Die Meisterschaft im Zehnkampf wurde am 26. und 27. August 1911 in Hämeenlinna ausgetragen.

## Ergebnisse
| Disziplin                   | Gold               | Gold        | Silber           | Silber      | Bronze           | Bronze      |
| --------------------------- | ------------------ | ----------- | ---------------- | ----------- | ---------------- | ----------- |
| 100 m                       | Emil Kukko         | 12,2 s      | Lauri Lång       | 12,3 s      | Toivo Elo        | 12,3 s      |
| 200 m                       | Lauri Pihkala      | 23,8 s      | Lauri Lång       | 24,0 s      | Emil Kukko       | 24,0 s      |
| 400 m                       | Lauri Pihkala      | 53,3 s      | Toivo Elo        | 55,0 s      | Magnus Wegelius  | 55,0 s      |
| 800 m                       | Lauri Pihkala      | 2:02,7 min  | Adolf Manninen   | 2:02,8 min  | Antti Lehmus     | 2:05,0 min  |
| 1500 m                      | Adolf Manninen     | 4:16,9 min  | Kustaa Ottelin   | 4:18,1 min  | Antti Lehmus     | 4:26,8 min  |
| 5000 m                      | Hannes Kolehmainen | 16:03,9 min | Tatu Kolehmainen | 16:10,0 min | Yrjö Taipale     | 16:30,0 min |
| 10.000 m                    | Hannes Kolehmainen | 32:59,9 min | Tatu Kolehmainen | 33:00,0 min | Yrjö Taipale     | 34:07,5 min |
| Stundenlauf                 | Alfred Laakso      | 16.324 m    | Ville Kyrönen    | 16.063 m    | K. Lehtonen      | 15.932 m    |
| 110 m Hürden                | Toivo Elo          | 16,9 s      | Eino Pekkala     | 17,1 s      | Kaarlo Kataja    | 17,3 s      |
| Hochsprung                  | Pauli Pohjola      | 1,72 m      | Arvo Laine       | 1,70 m      | Aate Gummerus    | 1,70 m      |
| Stabhochsprung              | Urho Aaltonen      | 3,40 m      | Julius Saaristo  | 3,35 m      | Jaakko Mikola    | 3,00 m      |
| Weitsprung                  | Emil Kukko         | 6,37 m      | Eino Pekkala     | 6,33 m      | Juho Halme       | 6,26 m      |
| Dreisprung                  | Juho Halme         | 13,48 m     | Uuno Engqvist    | 13,21 m     | Yrjö Partio      | 12,60 m     |
| Kugelstoßen kombiniert (1)  | Paavo Aho          | 24,45 m     | Elmer Niklander  | 24,40 m     | Armas Taipale    | 23,07 m     |
| Diskuswerfen kombiniert (1) | Elmer Niklander    | 78,36 m     | Armas Taipale    | 76,01 m     | Verner Järvinen  | 68,62 m     |
| Diskuswerfen antiker Stil   | Verner Järvinen    | 38,02 m     | Elmer Niklander  | 36,05 m     | Paavo Aho        | 32,56 m     |
| Hammerwerfen                | Elmer Niklander    | 33,22 m     | Verner Järvinen  | 30,97 m     | Kalle Viljamaa   | 30,57 m     |
| Speerwerfen kombiniert (1)  | Julius Saaristo    | 97,98 m     | Urho Aaltonen    | 93,29 m     | Väinö Siikaniemi | 92,56 m     |
| Fünfkampf (2)               | Urho Aaltonen      | 8           | Emil Kukko       | 13          | Hugo Lahtinen    | 18          |
| Zehnkampf (3)               | Urho Aaltonen      | 755,51      | Julius Saaristo  | 748,55      | Lauri Hujanen    | 714,41      |

### Mannschaftswertung um die Kaleva-Schale
|    | Mannschaft            | Punkte |
| -- | --------------------- | ------ |
| 1. | Helsingin Kisa-Veikot | 114    |
| 2. | Tampereen Pyrintö     | 75     |
| 3. | Viipurin Reipas       | 45     |

## Meisterschaften der Standsprungwettbewerbe
| Disziplin        | Gold          | Gold   | Silber         | Silber  | Bronze         | Bronze |
| ---------------- | ------------- | ------ | -------------- | ------- | -------------- | ------ |
| Hochsprung/Stand | Lars Hornborg | 1,40 m | Toivo Tuominen | 1,38 m  | Jarl Tång      | 1,36 m |
| Weitsprung/Stand | Toivo Elo     | 2,87 m | Jarl Tång      | 2,855 m | Toivo Tuominen | 2,83 m |
| Dreisprung/Stand | Toivo Elo     | 9,06 m | Jarl Tång      | 9,015 m | Toivo Tuominen | 8,69 m |